# Azuraleurodicus pentarthrus
Azuraleurodicus pentarthrus es un insecto hemíptero de la familia Aleyrodidae, subfamilia Aleyrodinae.
Azuraleurodicus pentarthrus fue descrita científicamente por primera vez por Martin in Martin & Polaszek en 1999.